# Jérôme Clavier

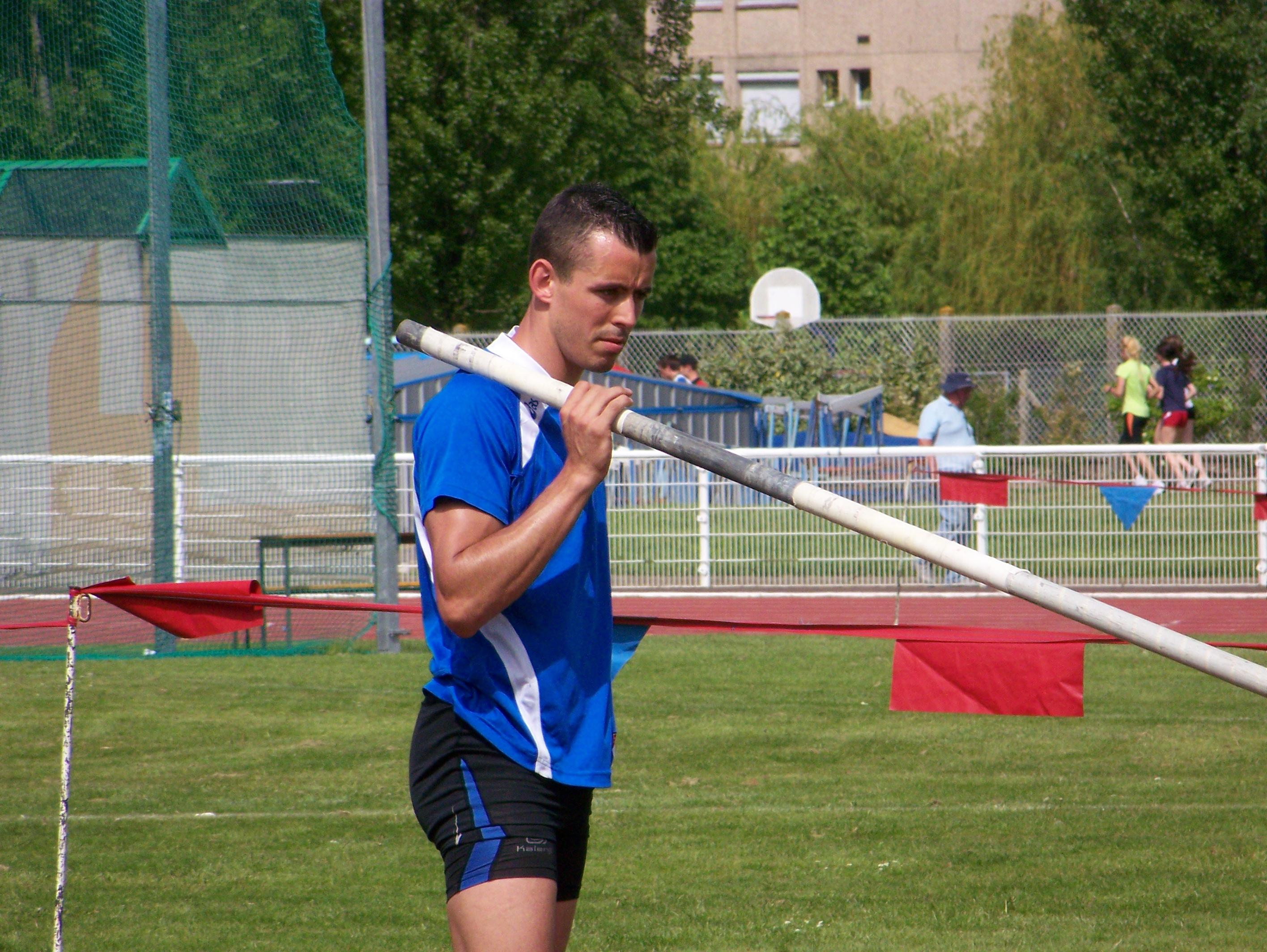
Jérôme Clavier (2008)

Jérôme Clavier (* 3. května 1983, Chambray-lès-Tours, Centre-Val de Loire) je francouzský atlet, jehož specializací je skok o tyči.
V roce 2008 na halovém MS ve Valencii skončil těsně pod stupni vítězů, na 4. místě. Na letních olympijských hrách v Pekingu obsadil výkonem 560 cm ve finále 7. místo.
V roce 2011 vybojoval na halovém ME v Paříži stříbrnou medaili, když napodruhé překonal 576 cm. Zlato získal jeho krajan Renaud Lavillenie, který skočil 603 cm a bronz Němec Malte Mohr.

## Osobní rekordy
- hala – 581 cm – 22. leden 2011, Villeurbanne
- venku – 575 cm – 9. červenec 2008, Karlsruhe